# François III. de Beauharnais
François III. de Beauharnais (* um 1600; † nach 3. Juli 1654), Seigneur de La Grillière et de Villechauve, war Magistrat in Orléans und Conseiller d’État am königlichen Hof.

## Leben
François III. de Beauharnais war der älteste von fünf Söhnen von François II. de Beauharnais († 1651) und der Anne Brachet. Die Hochzeit seiner Eltern fand am 17. Februar 1599 statt, so dass seine Geburt wohl um 1600 angenommen werden kann.
Er war Conseiller du Roi und (gemäß einer Urkunde vom 24. Februar 1628) Maître des requêtes ordinaire de Son Hôtel, sowie Conseiller d’État. Zudem war er ein Günstling des Herzogs von Orléans, der ihn in seinen Rat aufnahm, sowie (gemäß seiner Heiratsurkunde vom 27. Februar 1628) Conseiller und Maître des requêtes ordinaire de son Hôtel auch der Königinmutter Maria de’ Medici. Seine Mutter war zu diesem Zeitpunkt bereits gestorben.
1635 wurde er zum Président et Lieutenant-général au Bailliage et Siège Présidial d’Orléans ernannt.
François III. de Beauharnais wurde vom Herzog von Orléans sehr geschätzt, wie aus einem Brief hervorgeht, den dieser am 31. Dezember 1651 an die Officiers-généraux und andere schrieb, die in der Nähe der Meiereien und Bauernhöfe vorbeikamen, die im Herzogtum Orléans lagen und dem Seigneur de Villechauve gehörten.
Nach dem Tod seines Vaters am 7. Juni 1651 teilt er am 20. Oktober 1651 mit seinen Geschwistern Jean, Anne und Madeleine den elterlichen Nachlass und den ihrer Großmutter Jeanne Jamet auf. Knapp drei Jahre später, am 13. Juni und 3. Juli 1654, teilte er mit seinen Geschwistern und den weiteren Miterben den Nachlass seines am 27. November 1653 gestorbenen Onkel Guillaume de Beauharnais, Seigneur d’Outreville, auf. Gaston d’Orléans hatte ihm zuvor, am 8. April 1654, den Anteil, der ihm aus dem Nachlass des verstorbenen Onkels geschuldet war, geschenkt, um ihm, wie er sagte, bei dieser Gelegenheit Zeichen seines Wohlwollens und der Wertschätzung zu geben, die er seiner Person entgegenbrachte.
Wann François III. de Beauharnais gestorben ist, ist nicht bekannt, die Erbteilung von 1654 ist die letzte Nachricht, die von ihm überliefert ist.

## Ehe und Nachkommen
Er heiratete am 27. Februar 1628 Anne de Mareau, der Tochter von Hector de Mareau, Seigneur de Villerégis et die Chilly, Gentilhomme ordinaire de la Maison du Roi, und Geneviève Lamirault. Nachdem seine Frau kinderlos gestorben war, heiratete er am 10. Februar 1630 in zweiter Ehe Charlotte de Bugey, die einzige Tochter von Jean de Bugey, Seigneur de Moulinet, und Charlotte Colas. Ihre Kinder waren:
- François (IV.), Seigneur de La Grillière († ledig und ohne Nachkommen)
- Charlotte († ledig und ohne Nachkommen)
- Marie Anne (* 1644; † 8. August 1723); ⚭ 16. September 1693 Jean-Baptiste Phélypeaux (* 12. März 1646; † 19. August 1711), Comte de Montlhéry, Seigneur d’Outreville, Bruder von Louis II. Phélypeaux de Pontchartrain, Kanzler von Frankreich